# Trathala insignis
Trathala insignis là một loài tò vò trong họ Ichneumonidae.